# 徳大寺君枝
徳大寺 君枝（とくだいじ きみえ、1915年2月17日 - ）は、日本の女優。
宝塚東宝劇団、関西新派、新東宝、東京俳優生活協同組合、劇団東芸、ぷろだくしょん森に所属していた。

## 出演作品
- 日本拷問刑罰史（武将の妻）
- 湯の町姉妹（千賀）
- 胎動期 私たちは天使じゃない（津山婦長）
- 地獄（清水イト）
- 太陽と血と砂（川崎里子）
- 男が血を見た時（あき）
- 0線の女狼群（母親）
- 水戸黄門とあばれ姫（桂昌院）
- 明治大帝と乃木将軍（女官長）
- 人形佐七捕物帖 鮮血の乳房（お兼婆）
- 女子大学生 私は勝負する（大木芳江）
- 闘争の広場（浜中保子）
- 決闘不動坂の大仇討（宮路）
- 殺人犯・七つの顔（アパートの管理人）
- 大東亜戦争と国際裁判（広田夫人）
- 薔薇と女拳銃王（愛子）
- 天皇・皇后と日清戦争（看護婦長）
- 勝利者の復讐（マツ）
- 謎の紫頭巾 姫君花吹雪（トウ秀鈴）
- 剣聖　暁の三十六番斬り（あい）
- 人形佐七捕物帖 妖艶六死美人（智光尼）
- 新・己が罪（立花綾子）
- 世紀の勝敗（古沢ウメ）
- 検事とその妹（上田夫人）
- お嬢さん女中（平山信子）
- 美女決闘（お滝）
- 森繁のやりくり社員（屋台のおばさん）
- お笑い捕物帖 八ッあん初手柄（浪人の女房）
- 鶴亀先生（松岡夫人）
- 銀座三四郎（少年の母）
- 東京カチンカ娘（女重役A）
- 夢よもういちど（つる）
- 怪奇大作戦 第6話「吸血地獄」
- 日本怪談劇場 第4話「怪談 宇津谷峠」（1970年、12ch） - お兼